# Aʻana

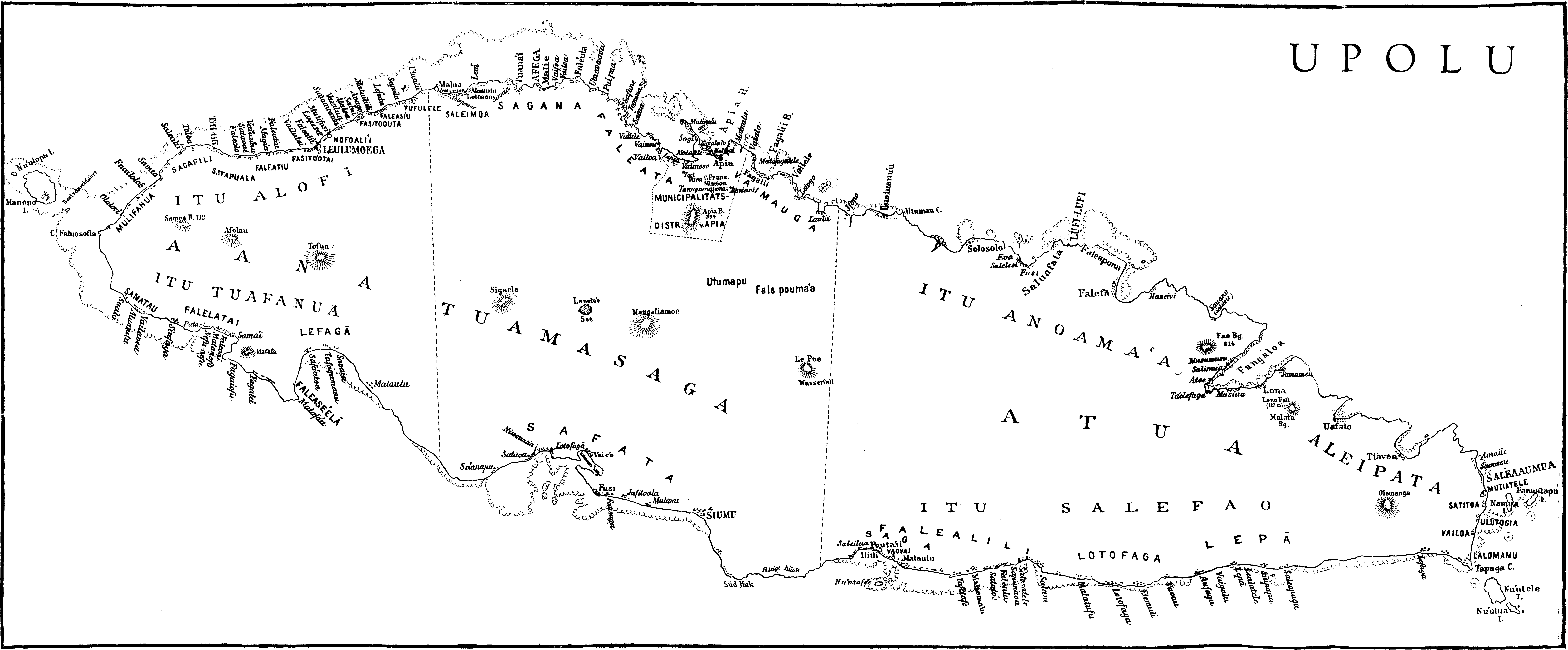
Aana District auf einer Karte von 1924.

Aʻana ist ein politischer Bezirk (samoanisch itūmālō) des Inselstaats Samoa auf der Insel Upolu. Er liegt an der Westspitze von Upolu und hat eine kleine Exklave (Satuimalufilufi village), welche von Aiga-i-le-Tai umgeben wird. Das Gebiet umfasst 193 km² und hatte 2016 20.167 Einwohner. Der Hauptort ist Leulumoega.

## Geographie

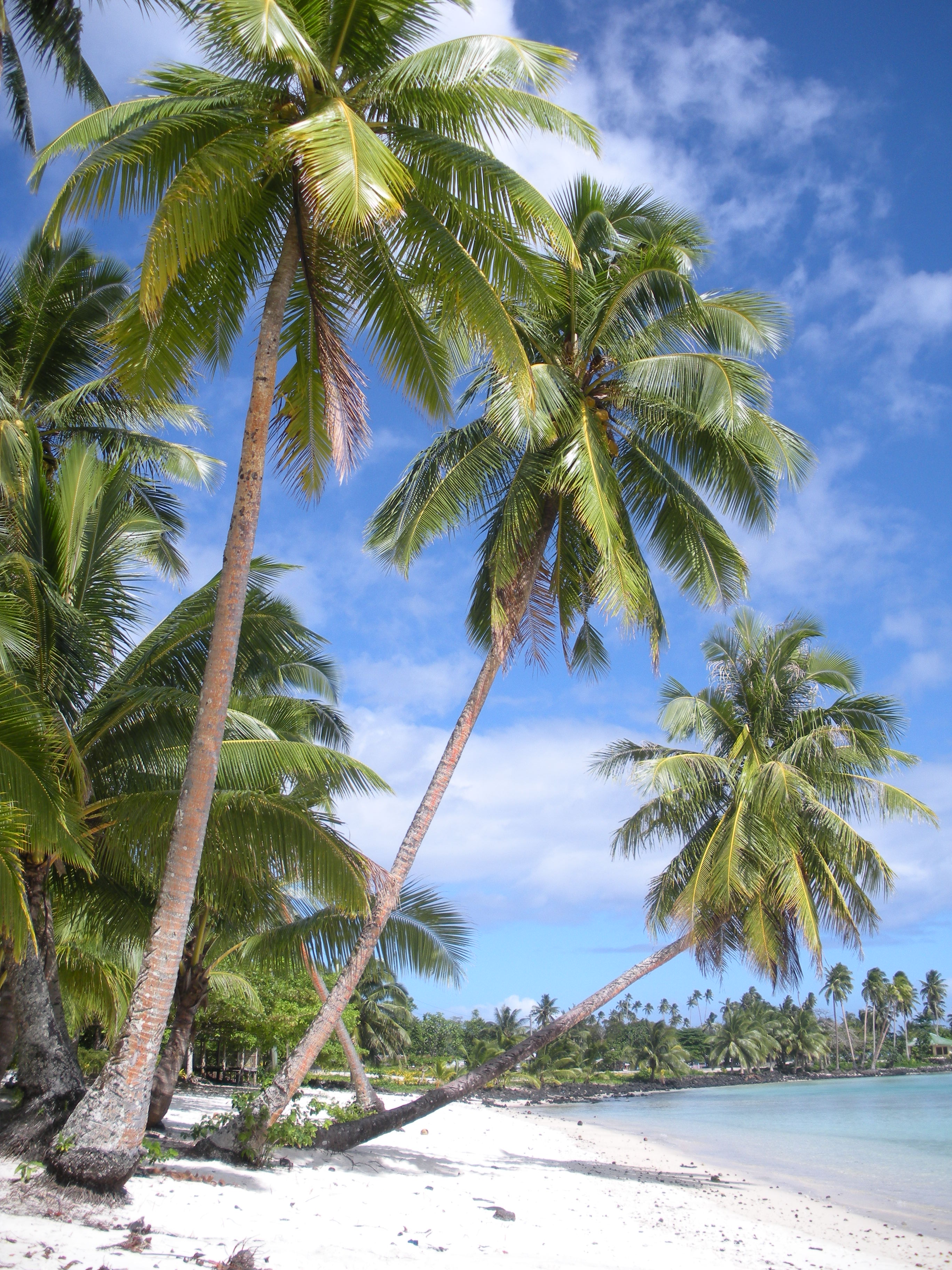
Strand von Lefaga, 'Return to Paradise' beach, Südküste von Upolu 2009.

Der Bezirk liegt im Westen von Upolu und grenzt im äußersten Westen an den Bezirk Aiga-i-le-Tai, welcher die Westspitze von Samoa umfasst. Der Bezirk umfasst ungefähr 18 Dörfer von Faleasiu im Norden bis nach Matautu im Süden. Traditionell hieß der nördliche Teil des Bezirks Itu Alofi, (dt. Seite der Versammlung), da die nördlichen Dörfer den Hauptteil der politischen Macht innehatten, während der südliche Teil als unzivilisiert galt und daher auch als Itu Tufanua, (Rückseite / Unzivilisierte Seite) bezeichnet wurde. Insgesamt sind in Samoa die Gebiete der Nordküsten, sowohl in Upolu als auch in Savaiʻi politisch mächtiger und ebenfalls stärker bevölkert. Der Hauptort ist Leulumoega, wo früher der Versammlungsplatz für den gesamten Bezirk lag. Die Siedlungen liegen im Großen und Ganzen an der Küste, nur einige Enklaven und Plantagen-Anwesen bilden Ausnahmen. Die Küstenebene verfügt über fruchtbaren, vulkanischen Boden.
Hauptverkehrsader des Bezirks ist die Hauptstraße, die entlang der Küsten verläuft und auch der Flughafen Faleolo liegt im Bezirk. Es gibt keine Industrie, aber zahlreiche Läden und eine Tankstelle in Fasitoouta. Im Landesinnern zieht sich die Kette der Vulkanberge von Osten nach Westen mit dem Mount Tafua Upolu als höchstem im Zentrum (536 m, ⊙). Weitere Berge sind
Mount Mariota (451 m, ⊙), Mount Tafatafao (345 m, ⊙), Mount Lauti (339 m, ⊙) und Mount Olomanu (204 m, ⊙), sowie Mount Afolau (276 m, ⊙). Rund um die Insel verläuft ein Barriereriff, dass eine Lagune vor der Küste bildet. Dieses Riff ist nur im Süden durchbrochen, wo jüngere Lavaströme die Landzunge von Cape Mulitapuʻili (Fagaiofu & Fagalei, ⊙) gebildet haben.

## Geschichte
Aʻana war früher einer der mächtigsten Bezirke in Samoa. Der Häuptlingstitel ist Tuiaana, der Häuptlingssitz ist in Nuuausala in Leulumoega. Als eines der Hauptzentren des alten Tumua (Tongaisches Imperium), war Aʻana auch eine der wichtigsten Sprechergruppen in Samoa. Nach dem Selbstständigwerden bauten die Sprecher (Häuptlinge) ihre Macht aus. Tutuila und Ape (aus Fasitootai & Fasitoouta) kidnappten den Königssohn Tamalelagi. Tamalelagi wurde mit Hilfe der Kriegsgöttin Nafanua als Tuiaana ausgerufen und auf ihn gehen viele hochrangige Häuptlinge von Samoa zurück, unter anderen die vier tama an aiga-Titel. Seine Tochter, Salamasina gilt als eine der meistverehrten Herrscher von Samoa, sie vereinigte als erste Person in Personalunion die papa-Titles, Tuiaana, Tuiatua, Gatoaitele, Vaetamasoalii. Damit wurde sie Tafaifa, der oberste Häuptling von Samoa und speziell in Upolu. Auch auf sie führen sich viele alte königliche Familienlinien zurück. Ihr Wohnsitz war in Nuuausala in Leulumoega und durch ihre Verbindungen machte sie Aʻana mächtig.
Prestige und Macht von Aʻana verschwanden jedoch, da sich niemand an die Anweisungen von Nafanua gehalten hatte, die befohlen hatte, für den Tag bereit zu sein, wenn sie ankommen würde, um die Regierung in Leulumoega zu errichten. Nafanua wurde in Leulumoega schlecht empfangen und kehrte über Manono nach Savaiʻi zurück und übergab stattdessen die Macht an Leiataua von Manono, der seine Herrschaft an seinen Sohn, den berühmten Tamafaiga, weitergab. Tamafaigas Ermordung durch die Männer von Fasitoouta führte zum Großen Aana-Krieg (1828–1830), in den auch Aiga-i-le-Tai, der Nordbezirk von Savaii und Tuamasaga einbezogen wurde, da der Malietoa verwandt mit Tamafaiga war, und verpflichtet war, Rache zu nehmen. Aʻana wurde verwüstet, besonders Itu Alofi. In dieser Zeit erreichte John Williams Sapapalii in Savaiʻi und erlebte das grausame Ende des Krieges. Die Gefangenen von Aʻana wurden in einem großen Feuer bei Maota in Fasitootai verbrannt und damit endete die Vorherrschaft von Aʻana in Samoa.
Noch heute ist einer der vier Tama-a-Aiga-Titel die zur Gruppe der Tuimalealiifano-Titel gehören, die im Falelatai sitzen. Aʻana ist ansonsten eingeteilt in 5 Electoral Constituencies.
In der Kolonialzeit gründeten viele Deutsche auf den fruchtbaren Böden von Aʻana ihre Plantagen, die zum Teil bis heute bestehen.